# Philosophical Magazine
Philosophical Magazine (в переводе с англ. «Философский журнал») — один из старейших научных журналов, издаваемых в Великобритании. В настоящее время журнал публикует в основном статьи в области физики конденсированного состояния, импакт-фактор — 1,6 (за 2022 год).

## Из истории
Журнал был основан в 1798 году Александром Тилло, первая опубликованная статья называлась «Сообщение о патентованном паровом двигателе мистера Картрайта» (англ. Account of Mr. Cartright's Patent Steam Engine). Название журнала несколько раз менялось. В 1814 году после объединения с Journal of Natural Philosophy, Chemistry, and the Arts издание стало именоваться The Philosophical Magazine and Journal, с 1827 года после объединения с Annals of Philosophy журнал стал называться The Philosophical Magazine or Annals, с 1832 года — The London and Edinburgh Philosophical Magazine and Journal of Science (после слияния с The Edinburgh Journal of Science), наконец с 1840 года — The London, Edinburgh and Dublin Philosophical Magazine and Journal of Science. Последнее название продержалось более ста лет, пока в 1949 году не было возвращено более короткое Philosophical Magazine. В 1978—2002 годах журнал издавался в двух частях Philosophical Magazine A и B, с 2003 года они были вновь объединены. В 1987 году было образовано дочернее издание Philosophical Magazine Letters.
В предыдущие годы на страницах издания было опубликовано множество классических работ, написанных такими учёными, как Майкл Фарадей, Джеймс Джоуль, лорд Кельвин, Рудольф Клаузиус, Джеймс Клерк Максвелл, лорд Рэлей, Альберт Майкельсон, Йоханнес Ридберг, Питер Зееман, Дж. Дж. Томсон, Эрнест Резерфорд, Роберт Милликен, Нильс Бор, Луи де Бройль. В частности, в Philosophical Magazine были опубликованы:
- статья Максвелла «О физических силовых линиях» (Physical Lines of Force, 1861—1862), в которой были заложены основы электромагнитной теории света;
- статья Дж. Дж. Томсона «Катодные лучи» (Cathode Rays, 1897), в которой было описано открытие электрона;
- трилогия Бора «О строении атомов и молекул» (On the Constitution of Atoms and Molecules, 1913), в которой излагалась квантовая теория атома;
- статья Резерфорда «Аномальный эффект в азоте» (An Anomalous Effect in Nitrogen, 1919), в которой сообщалось о первом успешном искусственном превращении элемента.

В разные годы редакторами журнала работали Джон Тиндаль, Дж. Дж. Томсон, Невилл Мотт, Уильям Лоренс Брэгг.

## Серии
За свою долгую историю нумерация томов несколько раз начиналась сначала. Соответственно выделяют несколько серий:
- Philosophical Magazine, Series 1 (1798—1826), 68 томов
- Philosophical Magazine, Series 2 (1827—1832), 11 томов
- Philosophical Magazine, Series 3 (1832—1850), 37 томов
- Philosophical Magazine, Series 4 (1851—1875), 50 томов
- Philosophical Magazine, Series 5 (1876—1900), 50 томов
- Philosophical Magazine, Series 6 (1901—1925), 50 томов
- Philosophical Magazine, Series 7 (1926—1955), 46 томов
- Philosophical Magazine, Series 8 (с 1955), к началу 2024 года издано 104 тома